# Togučinskij rajon
Il Togučinskij rajon è un rajon (distretto) dell'oblast' di Novosibirsk, nella Russia siberiana sudoccidentale. Il capoluogo è la cittadina di Togučin, mentre altri centri di qualche rilievo sono Gornyj.